# Emberiza rutila

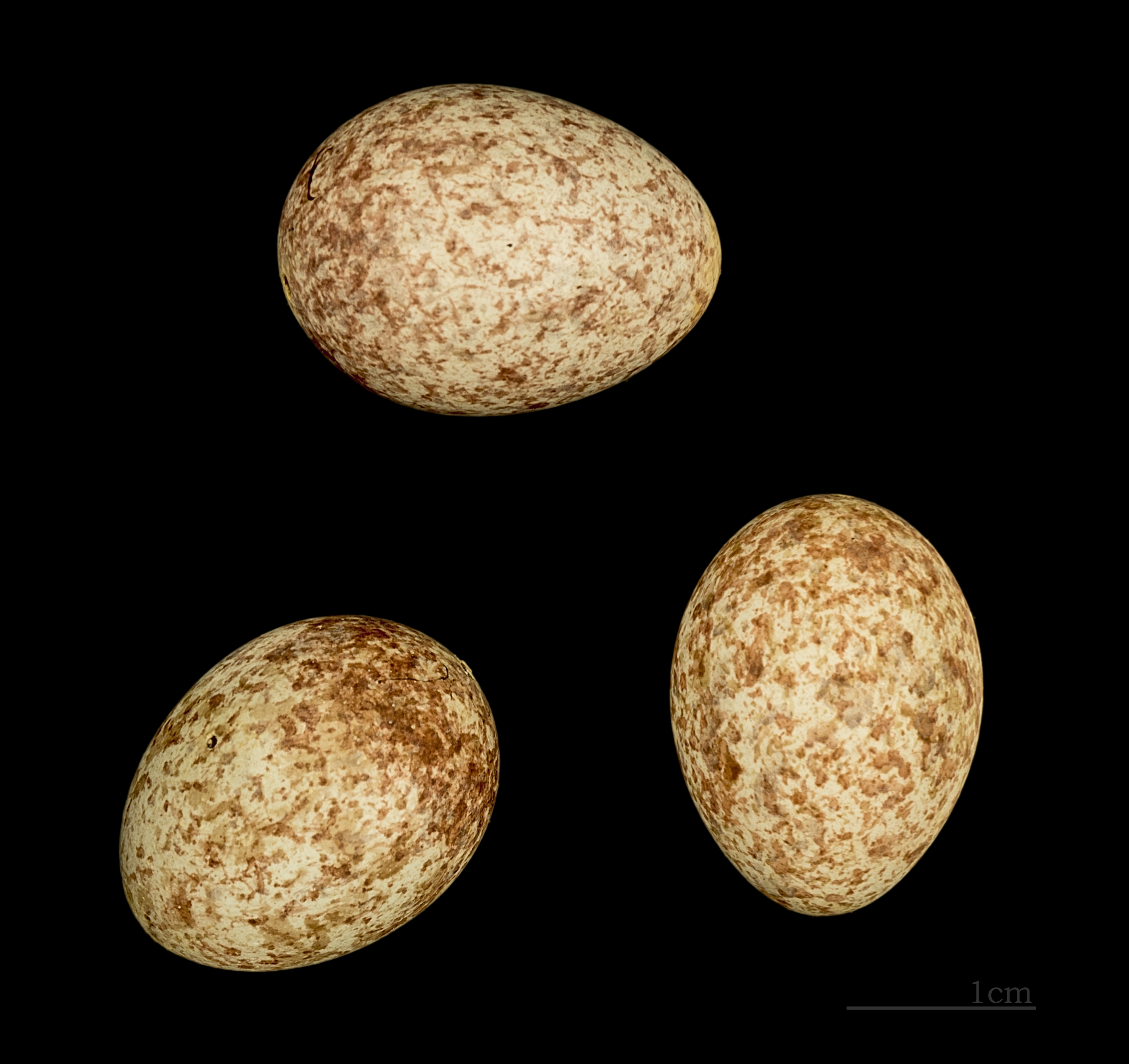
Emberiza rutila MHNT

El escribano herrumbroso (Emberiza rutila) es una especie de ave paseriforme de la familia Emberizidae propia del este de Asia.

## Descripción
Es un escribano relativamente pequeño, midiendo  de 14 a 15 cm de largo. Los machos adultos poseen su zona dorsal, la cabeza y la parte superior del pecho de tono castaño rojizo intenso. Su pecho y vientre son amarillos con franjas en los laterales. Su cola es corta con escasas plumas externas blancas. Los machos inmaduros son similares pero de color más claro y el tono castaño de las partes superiores está amortiguado por franjas claras en las plumas. Las hembras son principalmente de color marrón claro con franjas oscuras en la parte superior y las zonas inferiores son amarillas claras.
Suele posarse en ramas bajas de los árboles, desde donde emite su canto variable y agudo. El llamado es un zick corto.

## Distribución y hábitat
Se reproduce en Siberia, el norte de Mongolia y el noreste de China. Es un ave migratoria de larga distancia, pasa los inviernos en el sur de China, el sureste de Asia y el noreste de India. Existen registros de avistaje en Europa pero algunos de estos se cree son ejemplares cautivos que han escapado y no vagabundos genuinos. Durante a temporada de reproducción habita en bosques abiertos con abundante matorrales. Las aves migrantes y que invernan habitan en el campo, en zonas de arbustos y adyacencias de bosques.